# 穆亞瓦因山
9°55′26″S 76°59′41″W / 9.92389°S 76.99472°W
穆亞瓦因山（Muya Wayin），是秘魯的山峰，位於該國北部安卡什大區，由博洛涅西省的瓦良卡區負責管轄，屬於安地斯山脈的一部分，海拔高度4,600米。